# Tennistoernooi van Nottingham 2015
|                                     |  |                                      |
| Ana Konjuh, winnares bij de vrouwen |  | Denis Istomin, winnaar bij de mannen |

Het tennistoernooi van Nottingham van 2015 werd van maandag 8 tot en met zaterdag 27 juni 2015 gespeeld op de grasbanen van het Nottingham Tennis Centre in de Engelse stad Nottingham. De officiële naam van het toernooi was Aegon Open Nottingham.
Het toernooi bestond uit twee delen:
- WTA-toernooi van Nottingham 2015, het toernooi voor de vrouwen (8–15 juni)
- ATP-toernooi van Nottingham 2015, het toernooi voor de mannen (21–27 juni)

## Toernooikalender
| WTA               | juni 2015 | juni 2015 | juni 2015 | juni 2015 | juni 2015   | juni 2015 | juni 2015              | juni 2015 |
| WTA               | maa 8     | din 9     | woe 10    | don 11    | vrĳ 12      | zat 13    | zon 14                 | maa 15    |
| ----------------- | --------- | --------- | --------- | --------- | ----------- | --------- | ---------------------- | --------- |
| vrouwenenkelspel  | 1e ronde  | 1e ronde  | 2e ronde  | 2e ronde  | kwartfinale | regen     | halve finale           | finale    |
| vrouwendubbelspel |           | 1e ronde  | 1e ronde  | 2e ronde  | 2e ronde    | regen     | halve finale en finale |           |

| ATP              | juni 2015 | juni 2015 | juni 2015 | juni 2015 | juni 2015   | juni 2015    | juni 2015 |
| ATP              | zon 21    | maa 22    | din 23    | woe 24    | don 25      | vrĳ 26       | zat 27    |
| ---------------- | --------- | --------- | --------- | --------- | ----------- | ------------ | --------- |
| mannenenkelspel  | 1e ronde  | 1e ronde  | 2e ronde  | 3e ronde  | kwartfinale | halve finale | finale    |
| mannendubbelspel |           |           | 1e ronde  | 2e ronde  | 2e ronde    | halve finale | finale    |

ATP-toernooi van Nottingham – WTA-toernooi van Nottingham

2015 · 2016 · 2017 · 2018 · 2019 · 2020 · 2021 · 2022 · 2023 · 2024